# جویس لستر
جویس لستر (انگلیسی: Joyce Lester؛ زادهٔ ۲۲ مارس ۱۹۵۸) بازیکن سافت‌بال اهل استرالیا است.